# بلوك باستر (شركة)
بلوك باستر (بالإنجليزية: Blockbuster)‏ كانت موفرًا أمريكيًا لخدمات تأجير الأفلام وألعاب الفيديو المنزلية. تم تقديم الخدمات بشكل أساسي في متاجر تأجير الفيديو، ولكن البدائل اللاحقة شملت دي في دي عبر البريد، البث، الفيديو حسب الطلب، ومسرح السينما. كانت تعرف سابقًا باسم بلوك باستر إنترتينمنت (Blockbuster Entertainment Inc) توسعت الشركة دوليًا طوال التسعينيات. في ذروتها عام 2004، كانت بلوك باستر تتكون من 9,094 متجرًا ووظفت ما يقرب من 84,300 شخصًا في جميع أنحاء العالم - 58,500 في الولايات المتحدة و25,800 في بلدان أخرى.
القيادة السيئة والمنافسة من خدمة طلب البريد من نتفليكس وأكشاك ريد بوكس الآلية والفيديو حسب الطلب من العوامل الرئيسية التي أدت إلى زوال بلوك باستر في نهاية المطاف. بدأت الشركة تخسر إيرادات كبيرة خلال أواخر العقد الأول من القرن الحالي، وقدمت الشركة حماية من الإفلاس في عام 2010. في العام التالي، تم شراء 1700 متجرًا متبقيًا من قبل مزود شبكة الأقمار الصناعية دش نيتورك. بحلول أوائل عام 2014، تم إغلاق آخر 300 متجر مملوك للشركة.
في حين تم إيقاف العلامة التجارية بلوك باستر في الغالب، حافظت دش نيتورك على عدد صغير من اتفاقيات امتياز بلوك باستر، والتي سمحت لبعض المتاجر المملوكة بشكل خاص بالبقاء مفتوحة في جميع أنحاء العالم. حصل هذا بعد سلسلة من عمليات الإغلاق مع أحدثها في غرب أستراليا في عام 2019، بقي متجر واحد فقط مفتوح في بيند بولاية أوريغون.

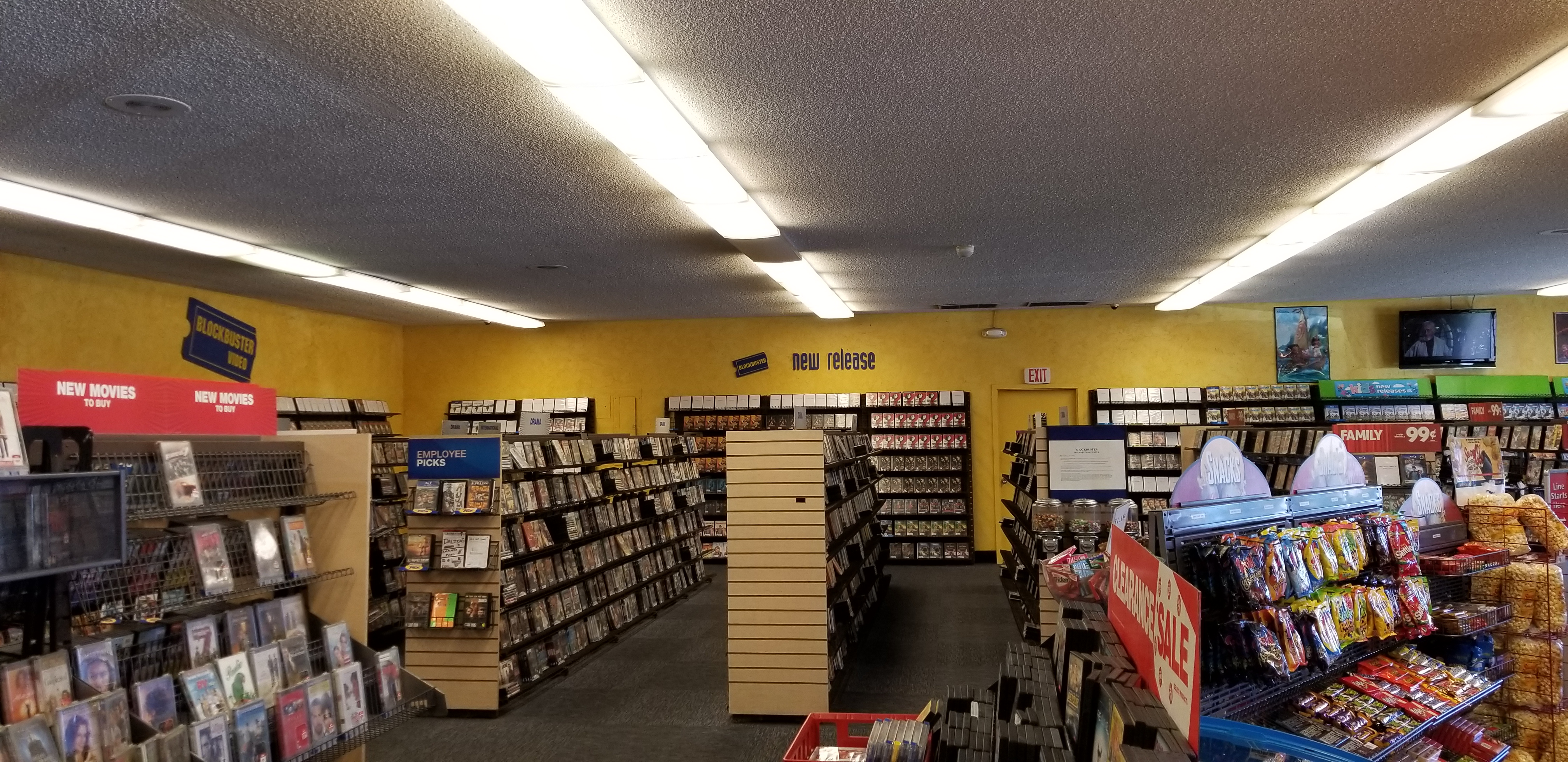
بلوك باستر في بيند بولاية أوريغون